# Giovanni Battista Volpe
Pour les articles homonymes, voir Volpe.
Giovanni Battista Volpe (né et mort à Venise, 1620-1691), surnommé Rovettino, est un compositeur italien de la période baroque.

## Biographie
Giovanni Battista Volpe, surnommé « Rovettino », étudie tout d'abord avec son oncle, Giovanni Rovetta (d'où le surnom), compositeur et maître de chapelle à la Basilique Saint-Marc, puis avec Francesco Cavalli. Volpe est membre de la chapelle du Doge de Venise dès 1645. Il devient organiste principal de la Basilique Saint-Marc de Venise en 1678, puis maître de chapelle de la Cappella Marciana en 1690 jusqu'à sa mort, emploi précédemment occupé par Giovanni Legrenzi. En tant que compositeur, il est surtout connu pour ses ouvrages lyriques, où on distingue clairement l'influence de Cavalli. Rovettino est peut-être le premier à avoir introduit le récitatif accompagné (« recitativo stromentato ») dans un opéra, plus précisément dans « Gli amori di Apollo e di Leucotoe ». À partir de sa nomination à Saint-Marc, il a également écrit un grand nombre d’œuvres sacrées, dont des messes, des psaumes et des motets, qui sont en grande partie inédits. Il a aussi écrit un traité, « Il prattico al cembalo » (La pratique du clavecin), mais qui ne nous est pas parvenu.

## Œuvres
- Vesperi pour 8 voix, (Venise, 1691, musique perdue)
- La costanza di Rosimonda (La constance de Rosimonda), opéra (livret d'Aurelio Aureli) (1659, Venise, Teatro di Santi Giovanni e Paolo), musique perdue
- Gli amori di Apollo e di Leucotoe (Les amours d'Apollon et Leucotoe), opéra en 3 actes (1663 Venise, Santi Giovanni e Paolo); seul opéra restant
- La Rosilena, opéra (livret d'Aurelio Aureli) (1664, Venise, Santi Giovanni e Paolo), musique perdue